# Giuseppe Palanti
Giuseppe Palanti (Milano, 30 luglio 1881 – Milano, 23 aprile 1946) è stato un pittore, illustratore, scenografo e figurinista italiano.

## Biografia

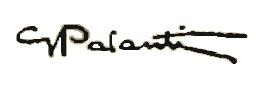
Firma autografa di Giuseppe Palanti

Nasce da Giovanni Palanti (* - Milano, 8 giugno 1920) e Virginia De Gaspari (* - Milano, 7 aprile 1906), di origini cremonesi (Casalbuttano ed Uniti). Fratello dell'architetto Mario Palanti di pochi anni più giovane. Sposò Ada Romussi, figlia di Carlo Romussi, ebbe come figli l'architetto Giancarlo Palanti e Maria Virginia, come lui pittrice.
Dall'età di quindici anni si iscrisse contemporaneamente ai corsi serali della Scuola Superiore d'Arte Applicata all'Industria e alla Scuola degli Artefici dell'Accademia di belle arti di Brera; fin da quell'epoca cercò lavoro come decoratore e cartellonista, giungendo in tal modo all'arte attraverso la pratica lavorativa. Successivamente, nel 1898, si iscrive al corso di pittura della stessa accademia. Nel 1900, ancora studente, è inviato dal Ministero dell'Agricoltura e del Commercio a Parigi, per seguire l'Esposizione Universale: un'esperienza che segnerà il suo gusto.
Dopo aver ottenuto l'abilitazione all'insegnamento di disegno nel 1902, diventerà docente del corso Superiore di composizione presso l'Accademia di Brera per dieci anni.
Quasi tutta la sua attività, nel corso degli anni, fu orientata verso l'arte applicata, senza comunque sconfinare mai in uno stile puramente tecnico, come nel caso della grafica, propenso com'era invece a soluzioni decorative espresse in termini pittorici. Nel 1907 diventa professore aggiunto alla scuola d'ornato dell'Accademia e alla Scuola superiore d'Arte Applicata all'Industria e dal 1913 sostituiva Ludovico Pogliaghi nella scuola speciale di decorazione all'Accademia di Brera.
Ricchi e poliedrici interventi nelle arti cosiddette minori, dai disegni per stoffe alle ceramiche faentine, alle vetrate, ai ferri battuti, alle applicazioni di cuoi e metalli per i mobili Ceruti, alle collaborazioni con l'architetto Gaetano Moretti. La realizzazione di pitture decorative su antine di librerie o mobili d'arredo. Sarà figurinista e cartellonista fino al 1916 per il Teatro alla Scala con opere utilizzate tra l'altro per la prima rappresentazione della Madama Butterfly di Giacomo Puccini. Partecipa alle esposizioni universali di Buenos Aires e Bruxelles come decoratore dei padiglioni nel 1910. Nel 1912 presenta al Comune di Cervia il piano regolatore per un nuovo quartiere turistico Milano Marittima, che verrà realizzato nella pineta secolare che sorge a nord dell'abitato. Il nuovo quartiere prende nome dalla società formata da Palanti e diversi imprenditori lombardi: la "Società Milano Marittima per lo sviluppo della spiaggia di Cervia" . Nel 1915 fa domanda per entrare nell'aeronautica militare durante la Prima Guerra Mondiale, ma il ministero dell'istruzione lo trattiene per l'insegnamento. Nel 1923 è nominato titolare della cattedra di decorazione della Scuola Superiore dell'Accademia di Brera. Ebbe tra gli altri come cliente Mata Hari, Grazia Deledda.
Nel 1924 esegue un ritratto di Pio XI. Nel 1928 esegue il ritratto di Benito Mussolini che rimarrà tra i ritratti ufficiali. Nel 1934 diventa vicepresidente dell'Accademia di Brera.
Negli anni quaranta partecipa con il figlio architetto Giancarlo, all'arredamento della Villa Necchi alla Portalupa dipingendo numerosi quadri fra i quali un ritratto di Lina Ferrari Necchi di 294 cm x 400 cm.
Massone, membro del Grande Oriente d'Italia, in una lettera di Giovanni Lentini il Giovane  al Gran Maestro Ettore Ferrari del 13 febbraio 1913  fu proposto come membro di un'associazione chiamata "Famiglia artistica", costituita da fratelli artisti.
Mostre dedicate in tempi recenti al Festival di Spoleto nel 2001 e alla Galleria Civica Torre Avogadro di Lumezzane nel 2003. Muore nel 1946 a Milano a 64 anni. Viene tumulato nel Cimitero Monumentale di Milano, non nel familiare Mausoleo Palanti bensì in un colombaro.

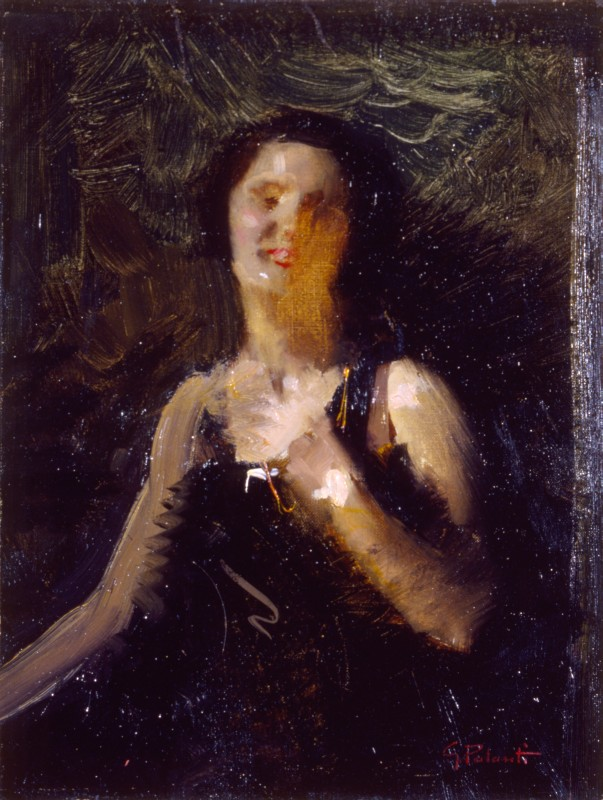
Studio per ritratto femminile, 1915-1920 (Fondazione Cariplo)

Fra i suoi allievi, si ricordano Pina Sacconaghi, Francesco Carini, Carlo Ceci, Augusto Colombo, Goliardo Padova e Sigismondo Martini.

## Galleria d'immagini

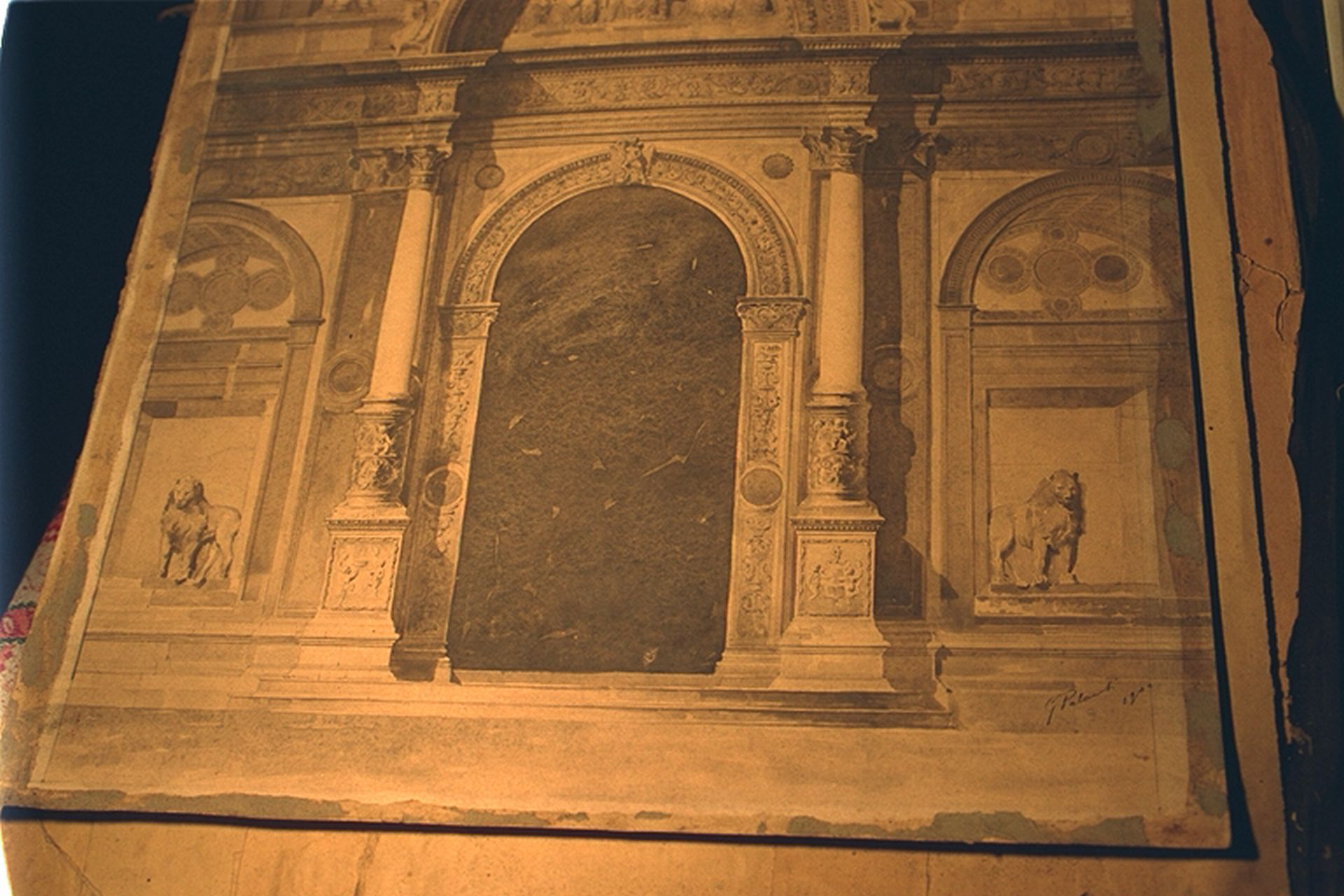
Studio architettonico autografo, 1900. Soggetto: portale della Scuola Grande di San Marco a Venezia, oggi ingresso principale dell'Ospedale Civile SS. Giovanni e Paolo.
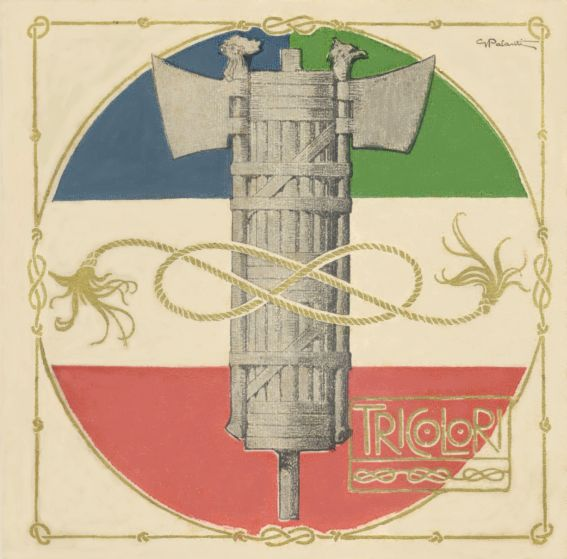
Copertina allegorica dell’opuscolo per la Grande serata Franco-Italiana del 12 marzo 1916 al Teatro alla Scala di Milano. Motivo centrale di fascio littorio con asce sormontate da testa di gallo per la Francia e da aquila per l’Italia, su sfondo delle bandiere tricolori francese ed italiana appaiate, inquadrati in cornice oro a motivo decorativo con nodo Savoia - Stabilimento Cromo-Tipo- Litografico G.B. Virtuani & C.
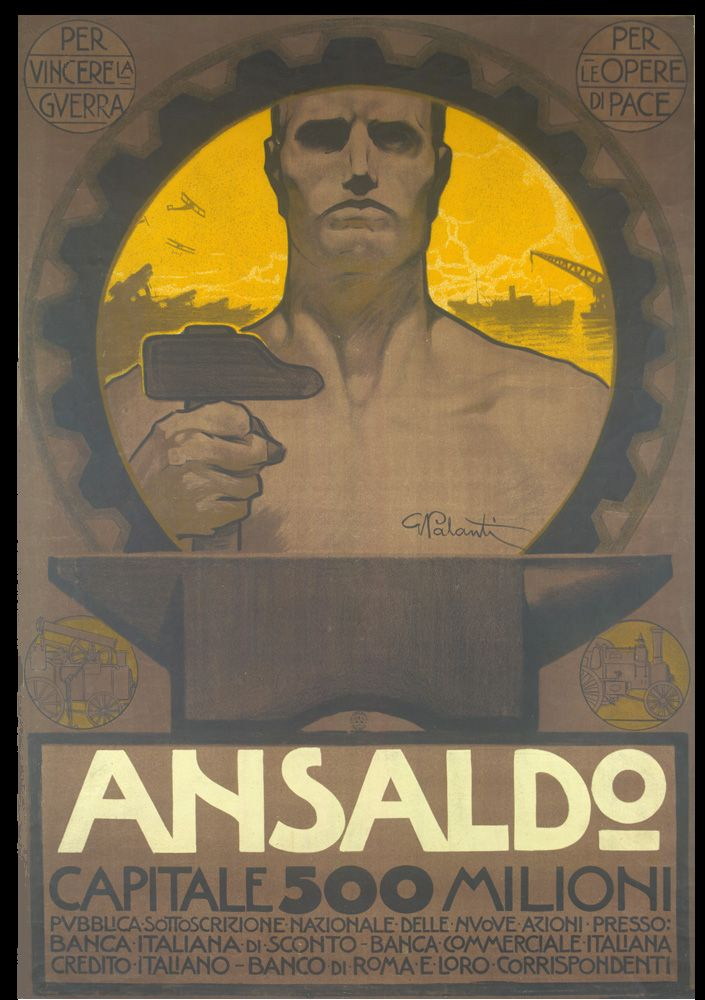
Pubblicità Ansaldo del 1918
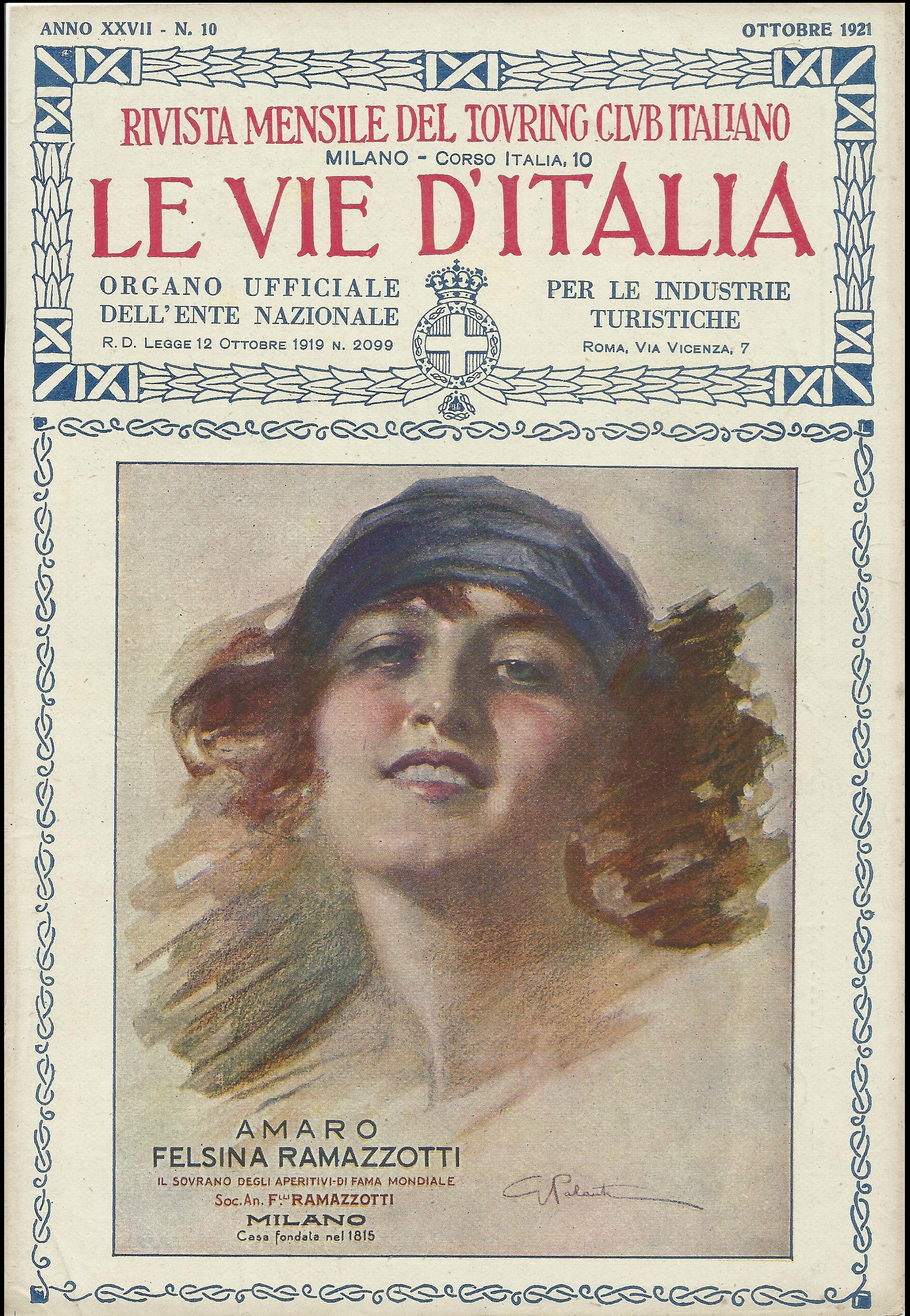
Le vie d'Italia, ottobre 1921, copertina con pubblicità Amaro Ramazzotti
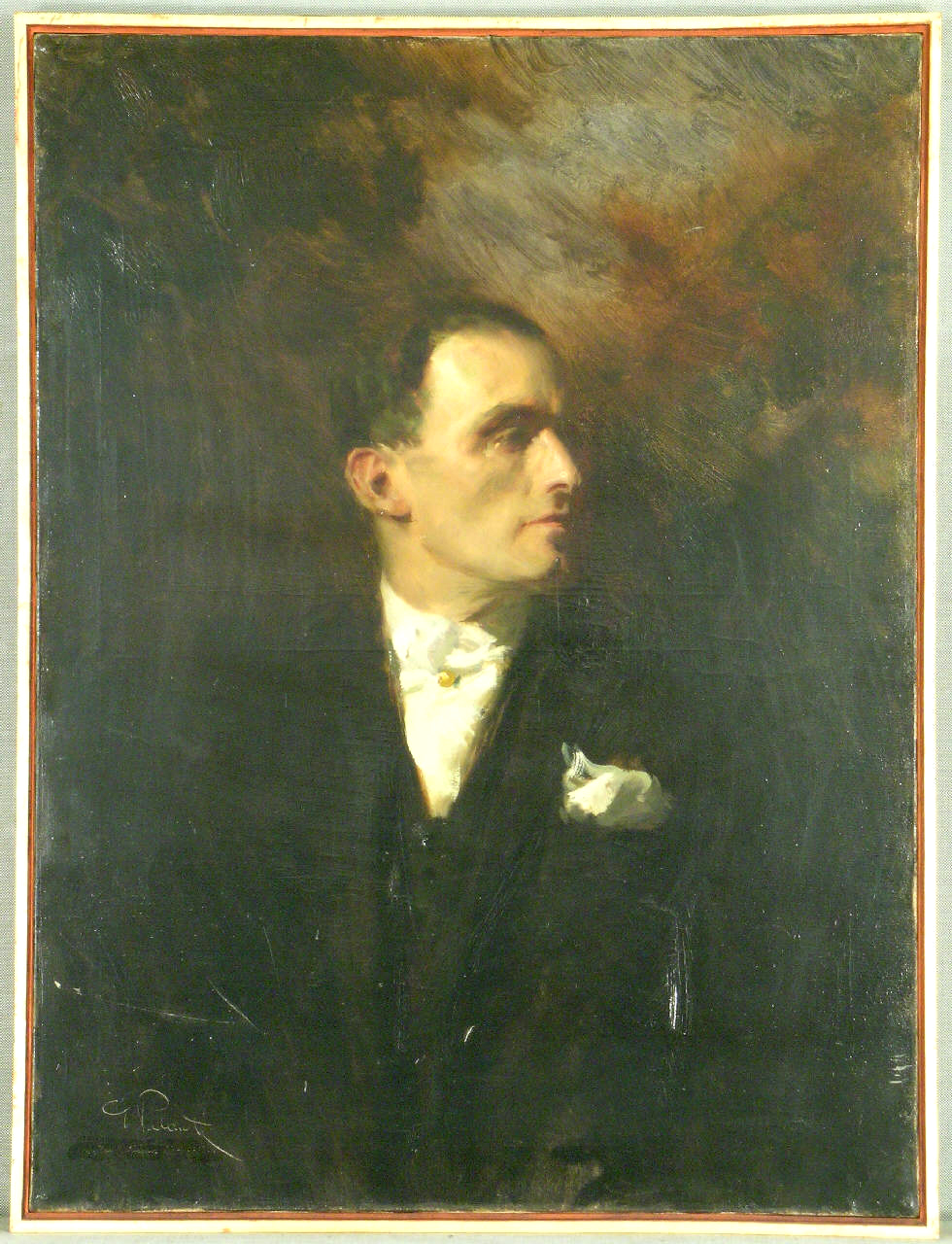
Giuseppe Palanti (1881-1946) Ritratto di Mario Palanti, 1924 (inv. GAM 8035) olio su tela, cm 100x75,5 Museo del Novecento, in deposito presso la Galleria d'Arte Moderna di Milano